# Stéphane Bouthiaux
Pour les articles homonymes, voir Bouthiaux.
Stéphane Bouthiaux, né le 26 mars 1966 à Pontarlier, est un dirigeant du biathlon français, entraîneur puis directeur des équipes de France et ancien biathlète. 

## Biographie
Il remporte deux médailles de bronze aux Championnats du monde dans l'épreuve par équipes en 1990 et 1995.
En Coupe du monde, où il est présent depuis la saison 1987-1988, il monte sur son unique podium individuel en 1991 lorsqu'il termine troisième de l'individuel d'Oslo-Holmenkollen (19/20 au tir). Il concourt à ce niveau jusqu'en 1997.
Marié à une autre biathlète Anne Briand, il est entraîneur de l'équipe de France masculine de biathlon après sa retraite sportive de l'été 2007 à la fin de la saison 2017-2018.

## Palmarès

### Jeux olympiques
- Lillehammer 1994 :
  - 35e du sprint.

### Championnats du monde
| Épreuve     | 1990 à Oslo                        | 1991 à Lahti | 1992 à Novossibirsk | 1994 à Canmore | 1995 à Antholz-Anterselva          |
| ----------- | ---------------------------------- | ------------ | ------------------- | -------------- | ---------------------------------- |
| Individuel  | -                                  | 34e          | JO                  | JO             | -                                  |
| Sprint      | -                                  | -            | JO                  | JO             | 42e                                |
| Relais      | -                                  | -            | JO                  | JO             | -                                  |
| Par équipes | Médaille de bronze, Coupe du Monde | 6e           | 6e                  | 8e             | Médaille de bronze, Coupe du Monde |

### Coupe du monde
- Meilleur classement général : 28e en 1991.
- 1 podium individuel : 1 troisième place.